# Hemiprocne mystacea
Hemiprocne mystacea е вид птица от семейство Hemiprocnidae.

## Разпространение
Видът е разпространен в Индонезия, Папуа Нова Гвинея и Соломоновите острови.